# زائو –وو کی
زائو –وو کی -(Zao Wou-Ki ) از شناخته شده‌ترین هنرمندان چین است در آثار او هنر خطاطی و نقاشی چینی با هنر انتزاعی غرب آمیخته شده‌است.

## زندگی‌نامه
زائو وو کی در سال ۱۹۲۱ درشهر بیجینگ چین به دنیا آمد..
از سن ده سالگی طراحی‌ها و نقاشی‌هایی با شیوهٔ مختص به خود می‌کشید. او در خانوادهٔ تحصیلکرده‌ای پرورش یافت که علاقه به هنر داشتند.. پدر بزرگ زائو وو کی به او آموخته بود که خطاطی زمانی می‌تواند هنر محسوب شود که در آن روح زندگی دمیده شود. پدرش که کارمند بانک بود نیز نقاشی آماتور بود.
در سن ۱۴ سالگی او در مدرسهٔ هنرهای زیبای هانگژو پذیرفته شد و شش سال درآنجا به آموختن هنر پرداخت ۱۹۴۱–۱۹۳۵.
همزمان با آموختن نقاشی سنتی چینی نقاشی کردن از مجسمه‌های گچی، نمونه برداری از نقاشی و روش‌های نقاشی غربی از جمله قوانین پرسپکتیو را نیز آموخت. او همگام با آموخته‌های آکادمیک و تکنیک‌های نقاشی با سبک واقع گرایی طبیعت را چنان می‌کشید گویی سعی داشت وحدت عناصر طبیعت را در ورای بیانی داستان گونه به تصویر کشد. او در سال ۱۹۴۱ به عنوان دستیار مربی در مدرسه به کار مشغول شد. اولین نمایشگاه خود را در چونگ‌کینگ بر پا کرد. آثار آغازین او متأثر از پابلو پیکاسو و پل سزان بود. چنانچه خود می‌گوید: «پیکاسو به من آموخت که چگونه مانند خودش نقاشی کنم؛ ولی از سزان آموختم که چگونه نگاهی دیگر به طبیعت چین داشته باشم». در سال ۱۹۴۷قبل از آنکه چین را ترک گوید اولین نمایشگاه انفرادی خود را در شانگهای برپا کرد. در ۲۶-م فوریهٔ سال ۱۹۴۸ همراه با همسرش لن-لن بعد از سفر دریایی ۳۶ روزه به شهر مارسی فرانسه و در اول آوریل به پاریس رسیدند. او اولین بعد ظهر خود در پاریس را درموزه لوور گذراند.

## زندگی هنری
در پاریس او تکنیک لیتوگرافی را در چاپخانهٔ دژوبرت آموخت.
در فوریهٔ ۱۹۴۹ زائو وو کی جایزهٔ نخست در مسابقهٔ طراحی که داوران آن اشخاص مهمی چون آندره لوت و مارسل گرومر بودند را از آن خود کرد. اولین نمایشگاهش در پاریس در سال ۱۹۴۹ در گالری کروز بر پا شد. برنارد دوریوال در مورد آثار به نمایش گذاشته شده اش چنین نوشت: «چینی در جوهرهٔ خود، مدرن و فرانسوی از برخی جهات، نقاشیهای او سنتز خوشایندی را می‌نمایانند».
آثارش از سوی نقاشانی چون میرو و پیکاسو تقدیر شد. نخستین کارهای چاپی او در سال ۱۹۵۱در گالری لا هیون به نمایش گذاشته شد. آنری میشو تحت تأثیر کارهای چاپی او اشعاری سرود که در کنار آثار چاپی او نمایش داده شد زائو –وو کی همچنین شش اثر برای «اشعار-پاریس» نویسندهٔ آمریکایی هری رسکولنکو (به انگلیسی: Harry Roskolenko) تصویر سازی کرد. در همین سال «نستو جاکومتی» ناشر سویسی شش اثر چاپی او را در گالری (به آلمانی: Galerie Klipstein) در برن و گالری لایا (به انگلیسی: Galerie Laya) در شهر ژنو به نمایش گذاشت زائو –وو کی برای شرکت در این مراسم به سویس سفر کرد و برای اولین بار آثار پل کلی را دید و تحت تأثیر کارهایش قرار گرفت او دریافت که احساسات درونی کلی از برخی جهات همسوی دیدگاه‌های او بوده‌است پل کلی در کارهایش از نقاشی –نشانه‌ای چینی تأثیر پذیرفته‌است و از سویی او دنیای نقاشی غرب را برای او ملموس تر نمود. او تا سال ۱۹۵۳ همچنان تحت تأثیر پل کلی نقاشی کرد.
طبیعت، پرندگان، جنگلها، دریا و مناظر شهر ونیز در آثارش با روحیات نقاشی چینی آمیخته شدند .. در سال ۱۹۵۱ او برای دومین بار کارهای آبرنگ و رنگ روغن خود را در پاریس و در گالریلا هیون به نمایش گذاشت. واکنش مطبوعات بسیار مطلوب بود. یکی از تفاسیر در مورد آثارش به قلم «جین بورت» و در مجلهٔ آرت چنین بود :دنیای زائو وو کی جذابترین دنیای ممکن است، یکی از مطلوبترین‌ها برای آن قدم زدن‌های طولانی، خیال پردازی‌ها و دلخوشی‌های اکتشافاتی که ما رابر آن می‌دارد که بگوییم او یک هنرمند است و به ما بزرگترین لذت را در نگاه به جزیی ترین‌ها می‌دهد.
دوران سفر او به توسکانی، رم، پمپئی، ناپل و اسپانیا و نیویورک دورانی برای رسیدن به تعادل درونی برای او بود. او نمایشگاه‌هایی در باسل، لوزان، واشینگتن، شیکاگو و گالری کدبای برچ (به انگلیسی: Cadby Birch) نیویورک بر پا کرد چنان‌که آنری میشو (به فرانسوی Henri Michaux)در مورد آثارش نوشت: «زائو وو کی دوست دارد خطوط مستقیم را پنهان کند، بشکند و به ما نشان دهد که آن خطوط می‌لرزند، سپس با طراحی و خط خطی کردن مسیرهای انحرافی و پیچ و خم‌های خیالپردازی را نشان می‌دهد، بناگاه در همان فضای شاد شما خود را در دهکده‌ای در چین می‌یابید، نقاشی ظاهر می‌شود، شادمانه می‌لرزد در نشانه‌هایی از باغها.»
نقاشی‌های طبیعت گرایانه و فیگوراتیو او طی سال‌های ۱۹۵۴–۱۹۵۳ به سوی شیوه‌ای انتزاعی گرایش یافت او با ملحق شدن به دوستانش در پاریس از جمله ماریا هلنا ویرا، ژرژ ماتیو ف جان پل ریوفل، برنارد دوفو و کالوس نقاشی‌هایی با شیوهٔ انتزاعی خلق کرد. چنانچه او گفته‌است «نقاشیهایم نا خوانا شده‌اند، دیگراز طبیعتهای بیجان و گلها نشانی نیست، من به تصورات خود تکیه کردام، به نوشته‌های نامفهوم.»
آثار ضربه قلم موهای گرد او به نشانه‌هایی از آثار تخت و مثلثی تغییرشکل یافت .. بخشی این تغییر با الهام از اندیشه‌های شی تاوو راهب تائویی و هنرمند محبوبش بود که در سال ۱۷۳۱ در مورد دیدگاه‌های نقاشی نوشته بود: «واجب است که اثر هنری با آزادی حرکت دست هنرمند آفریده شود با دستی برافراشته شد ه تا ظرفیت تغییرات ناگهانی را داشته باشد و قلم مو عامل نمایان شدن پدیده‌ها ازیک وضعیت است.»
او معمولاً بومهایش را در حین کار کردن یا به دیوار تکیه می‌داد یا بر روی زمین می‌گذاشت تا با آزادی بیشتر کار کند. موسیقی عامل مهمی در روند شکل‌گیری آثارش بود او در حین نقاشی به موسیقی یوهان سباستیان باخ، ولفگانگ آمادئوس موتسارت، کارل ماریا فون وبر، کلود دبوسی گوش می‌داد. او کارهای انتزاعی خود را با تاریخ‌های اتمام کار نام‌گذاری می‌کرد. زایو وو کی در فرمتهای دولتی و سه‌لتی نیز آثاری خلق کرده‌است.
ناهماهنگی ظاهری در کارهایش در نهان ساختار زمینه‌ای محکمی دارد پدیده‌ای که توصیف تائوئیسم را در طبیعت خود داشته و ریشه در فلسفه و تفکرات نهفته در نقاشی‌های سنتی چین را دارد. همان یافتن تعادل در یک وضعیت بحرانی و بی نظمی. در مورد آثار زائو –وو کی او این پدیده را نتیجهٔ بیان تنوعات مرزی و زمانی برای رسیدن به یک هویت هنری در آثارش می‌داند.
آثار زائو وو کی کیفیت شاعرانه دارند. در کارهایش سطوح رنگی کشیده شدهٔ در نوسان، نورو سایه با هم تداخل، برخورد یا از هم دور می‌شوند. کلیت رنگ‌هایی که دنیایی را ظاهر می‌کنند.
زایو وو کی همچنان به خلق آثار باشکوه خود با نیرویی افسونگر و تأثیرگذار ادامه داد. چنانچه دوست نویسنده‌اش کلود روی می‌گوید: «نقاشی او به تعادلی عالی در پیوند دادن طبیعت گرایی و انتزاع دست یافته است. آثارش با آن بخش از وجود ما که مبارزه می‌کند با غرابتها، اهریمنی‌ها و نازیباییها هماهنگ است.. تا باور داشته باشیم به امکان حاکم شدن زیبایها در جهان آثارش با شکوه هستند.»
آثار او در مجموعه‌های بین‌المللی از جمله در گالری‌ها و موزه‌های ملی ژاپن، آمریکا و فرانسه ارائه شده‌اند.
نمایشگاه‌های مروری از کارهایش در سال‌های ۱۹۷۹٬۱۹۸۱و ۱۹۸۸ در فرانسه برگزار شده‌است.
او عضو آکادمی هنرهای زیبای فرانسه بود.

## وفات
زائو وو کی در ۹ آوریل ۲۰۱۳ در خانه خود در سوئیس در گذشت.